# Angela Morley
Pour les articles homonymes, voir Morley.
Angela Morley est une compositrice, chef d'orchestre et orchestratrice britannique, née Walter Stott le 10 mars 1924 à Leeds (Royaume-Uni) et morte le 14 janvier 2009 à Scottsdale (Arizona).
Elle est la première personne transgenre à avoir été sélectionnée pour un Oscar.

## Filmographie

### En tant que compositrice
- Holiday Week (en) (Hindle Wakes) (1952), compositrice — sans crédit[2]
- Le Scandaleux Mister Sterling (Will Any Gentleman...?) (1953), compositrice — en tant que Wally Stott[2]
- For Better, for Worse (Cocktails in the Kitchen) (1954), compositrice — en tant que Wally Stott[2]
- It's Never Too Late (en) (1956), compositrice — en tant que Wally Stott[2]
- Hancock (en) (Hancock's Half Hour) (1956-1961), compositrice — série télévisée, en tant que Wally Stott[2]
- Le Colombier (1957), compositrice — série télévisée, en tant que Wally Stott[2]
- The Heart of a Man (1959), compositrice — en tant que Wally Stott[2]
- The Lady Is a Square (en) (1959), compositrice — en tant que Wally Stott[2]
- Hugh and I (en) (1962-1967), compositrice — série télévisée, en tant que Wally Stott[2]
- The Maladjusted Busker (1966), compositrice — court métrage, en tant que Wally Stott[2]
- Hugh and I Spy (en) (1968), compositrice — série télévisée, en tant que Wally Stott[2]
- Le Capitaine Nemo et la ville sous-marine (Captain Nemo and the Underwater City) (1969), compositrice — film télévisé, en tant que Wally Stott[2]
- Le Miroir aux espions (The Looking Glass War) (1970), compositrice — en tant que Wally Stott[2]
- Commando pour un homme seul (When Eight Bells Toll) (1971), compositrice — en tant que Walter Stott[2]
- The Last Goon Show of All (en) (1972), compositrice — film télévisé, en tant que Wally Stott[2]
- Le Petit Prince (1974), compositrice — sans crédit[2]
- The Slipper and the Rose: The Story of Cinderella (1976), compositrice — sans crédit[2]
- La Folle Escapade (Watership Down) (1978), compositrice[2]
- Wonder Woman (1979), compositrice — série télévisée (épisodes Vision d’OVNI, OVNI soit qui mal y pense, et La Fille de tous les dangers)[2]
- Friendships, Secrets and Lies (1979), compositrice — série télévisée[2]
- Madame X (en) (1981), compositrice — film télévisé[2]
- McLain's Law (1982), compositrice — série télévisée (épisodes To Save the Queen, What Patric Doesn't Know, Use of Deadly Force, et From the Mouth of Babes)[2]
- E.T., l'extra-terrestre (1982), compositrice (musique additionnelle) — sans crédit[2]
- Summer Girl (1983), compositrice — film télévisé[2]
- Two Marriages (en)(1983), compositrice — série télévisée[2]
- Scandales à l'Amirauté (1983-1984), compositrice — série télévisée (épisodes Episode 9, Episode 11 et The Wedding)[2]
- Deux garçons et une fille (Threesome) (1984), compositrice — film télévisé[2]
- Cagney et Lacey (1984), compositrice — série télévisée (épisode Lady Luck)[2]
- Hôtel (1984-1986), compositrice — série télévisée (12 épisodes)[2]
- Dynastie (1984-1987), compositrice — série télévisée (8 épisodes)[2]
- Dynastie 2 : Les Colby (1985-1987), compositrice — série télévisée (épisodes Conspiracy of Silence, A House Divided, Bid for Freedom et Manhunt)[2]
- Dallas (1985-1990), compositrice — série télévisée (25 épisodes)[2]
- Blue Skies (en) (1988), compositrice — série télévisée (épisode The White Horse)[2]
- Falcon Crest (1988-1989), compositrice — série télévisée (7 épisodes)[2]
- Le Bossu de Notre-Dame 2 (2002), orchestratrice additionnelle et musique additionnelle[2]

### Autres crédits de musique sélectionnés
- Concours Eurovision de la chanson 1962 (1962), chef d'orchestre pour le Royaume-Uni — en tant que Wally Stott[2]
- Jesus Christ Superstar (1973), orchestratrice additionnelle — sans crédit[2]
- Star Wars, épisode IV : Un nouvel espoir (1977), orchestratrice additionnelle — sans crédit[2]
- Equus (1977), chef d'orchestre[2]
- Superman (1978), orchestratrice additionnelle — sans crédit[2]
- E.T., l'extra-terrestre (1982), orchestratrice additionnelle — sans crédit[2]
- Karaté Kid (1984), orchestratrice — sans crédit[2]
- Maman, j'ai raté l'avion ! (1990), orchestratrice additionnelle — sans crédit[2]
- Hook ou la Revanche du capitaine Crochet (1991), orchestratrice additionnelle — sans crédit[2]
- Maman, j'ai encore raté l'avion ! (1992), orchestratrice additionnelle — sans crédit[2]
- La Liste de Schindler (1993), orchestratrice — sans crédit[2]
- 52e gala d'inauguration présidentielle (en) (1993), arrangeuse de musique[2]

### Autres
- Off the Record (1955), elle-même (en tant que Wally Stott) — série télévisée (Episode #1.5)[2]
- Chasing Rainbows - A Nation and Its Music (1986), elle-même — série documentaire (épisode Running Riot: Music and Humour)[2]
- Scott Walker: 30 Century Man (en) (2006), elle-même — documentaire[2]

## Récompenses et nominations

### Récompenses
- 37e cérémonie des Primetime Creative Arts Emmy Awards (1985) : Meilleure direction musicale pour le téléfilm Christmas in Washington
- 40e cérémonie des Primetime Creative Arts Emmy Awards (1988) : Meilleure direction musicale pour Julie Andrews : The Sound of Christmas
- 42e cérémonie des Primetime Creative Arts Emmy Awards (1990) : Meilleure direction musicale pour Julie Andrews in Concert

### Nominations
- Oscar de la meilleure partition de chansons et adaptation musicale (1975) pour Le Petit Prince
- Oscar de la meilleure partition de chansons et adaptation musicale (1978) pour The Slipper and the Rose: The Story of Cinderella